# 诺贝尔生理学或医学奖
诺贝尔生理学或医学奖（瑞典語：Nobelpriset i fysiologi eller medicin），通常合稱诺贝尔生理医学奖或諾貝爾生醫獎，由诺贝尔基金会管理，该奖项每年颁发一次，用于表彰在生理学或医学领域作出重要发现或发明的人。它是五项诺贝尔奖中的一项，诺贝尔奖是根据硝酸甘油炸药的发明者瑞典化学家阿尔弗雷德·诺贝尔的遗愿于1895年设立的。诺贝尔本人对实验生理学很感兴趣，并想为那些通过在实验室的科学发现而取得的新进展设立奖项。诺贝尔奖于每年12月10日的颁奖典礼上授予获奖者，这一天是诺贝尔的逝世纪念日，获奖者将被授予获奖证书及奖金证书。诺贝尔生理学或医学奖奖章的正面与物理学、化学及文学奖奖章相同，都镌刻着诺贝尔的浮雕像；但奖章的背面是独特的。
截至2024年，诺贝尔生理学或医学奖共颁发115次，有216名男性、13名女性获奖。第一枚诺贝尔生理学或医学奖于1901年授予德国生理学家埃米尔·阿道夫·冯·贝林，用于表彰他在血清疗法及白喉疫苗等方面所做的贡献。格蒂·科里是第一位获得该奖项的女性，她于1947年获得该奖，因其阐释了葡萄糖的代谢作用，这对治疗糖尿病以及解决众多医学问题有重要作用。

## 背景

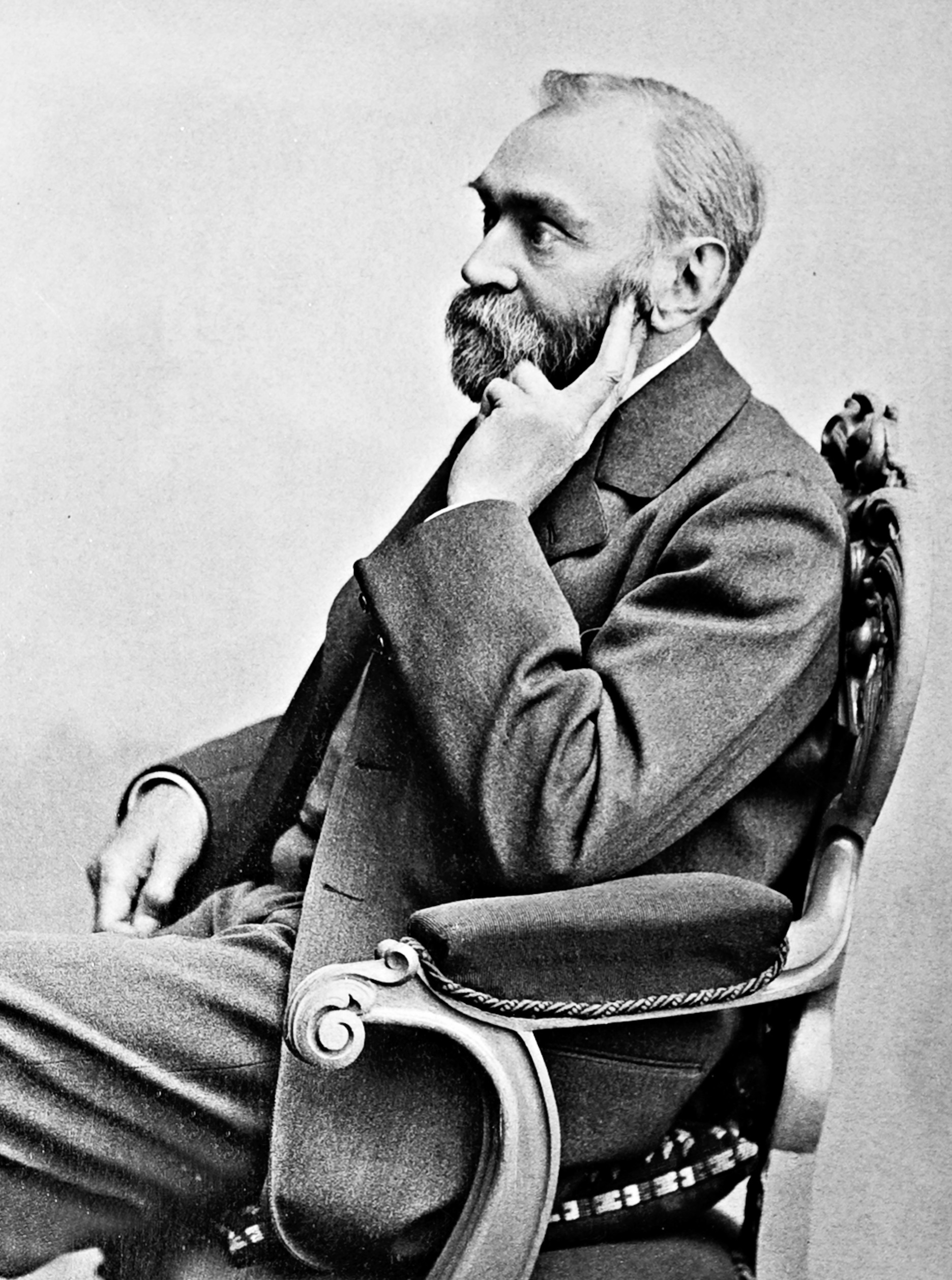
诺贝尔对实验生理学感兴趣，并建立自己的实验室。

1833年10月21日，阿尔弗雷德·诺贝尔出生在瑞典斯德哥尔摩的一个工程师家庭。他是一位化学家，同时也是化学工程师和发明家，他在一生中积累大量的财富，大部分来源于他的355项发明，其中最有名的是炸药。他对实验生理学很感兴趣，并在法国和意大利设立自己的实验室进行输血实验。在进行科学研究的同时，他对俄罗斯的伊凡·巴甫洛夫实验室的捐款也很慷慨，并对通过实验室里的科学发现而取得的新进展持乐观态度。
1888年，诺贝尔在一家法国报纸上很吃惊读到他自己的讣告，标题为“带来死亡的商人死亡”。事实上，当时是诺贝尔的二哥路德维希逝世，而不是诺贝尔。由于对讣告内容感到不悦并且考虑到遗产可能对他声誉有不好的影响，诺贝尔决定更改他的遗嘱。在他最后的遗嘱中，诺贝尔要求将他的财产用于设立一系列奖项，奖励那些在物理、化学、和平、生理学或医学，以及文学方面赋予“人类最大利益”的人。诺贝尔在他的一生中写過多次遗嘱，最后一次大约写于距他63岁逝世前的一年多时。由于其遗嘱存在争议，因而一直到1897年4月26日才被挪威议会批准。
诺贝尔死后诺贝尔基金会成立以管理其遗产资产。1900年，诺贝尔基金会制定的新章程由瑞典国王奥斯卡二世颁布。根据诺贝尔的遗嘱，由瑞典的卡罗琳学院，这一医学院及研究中心来负责生理学或医学奖。现在该奖项通常被称为诺贝尔医学奖。

## 提名与评选流程
对于诺贝尔来说把奖项授予一项新发现且该发现带给人类最大利益这两点很重要。遗嘱的每项条款，只用于挑选有资格提名该奖项候选人的代表。这包括来自世界各地的学院成员，有来自瑞典，丹麦，挪威，冰岛和芬兰的医学教授，以及在其他国家选定的大学和研究机构的教授。以前的诺贝尔奖获得者也可提名候选人。直到1977年，才开始由卡罗林斯卡学院的所有教授共同决定诺贝尔生理学或医学奖的获奖者。那一年，瑞典法规的改变迫使该学院将与诺奖有关的全部文献都公之于众，这使人们意识到了为诺奖工作建立一个合法的独立机构的必要性。诺贝尔大会由此建立，它由卡罗林斯卡学院的50名教授组成。大会负责选举出由5名评成员组成诺贝尔委员会，以评估候选人，大会还要选出执行秘书，并且每年还要选出10名附属成员来协助对候选人的评估。1968年，新增的一则条款规定每项诺贝尔奖的获奖者不得超过三名。
委员会的任务是负责选出那些在基础科学领域做出贡献的研究者，而不是已做出应用贡献的人。哈维·库兴，发现了库兴氏综合征的美国神经外科先驱人物，从未被授予该奖项，同样境况的还有 西格蒙德·弗洛伊德，因为其精神分析理论缺乏可以进行实验测试的假说。公众期待乔纳斯·索尔克或阿尔伯特·沙宾能够获奖，因其推动了脊髓灰质炎疫苗的发展。但最终该奖授予了约翰·恩德斯，托马斯·韦勒和弗雷得里克·罗宾斯，他们在实验室的准备工作中发现脊髓灰质炎病毒可以在猴子的细胞中增殖，这一发现是使得脊髓灰质炎疾病得以根除的基础性发现。
20世纪30年代，经典生理学领域获诺奖比较频繁，但随后该领域开始终结，继而至专业领域。最后的经典生理学领域的获奖者是约翰·埃克尔斯，艾伦·霍奇金和安德鲁·赫胥黎，他们在1963年因发现“在中枢和外周神经系统的整体电活动”而获奖。

## 奖项
每位诺贝尔生理学或医学奖获奖者都会获得一枚金质奖章，一份获奖证书和一笔奖金。这些会在诺贝尔宴会厅被授予。

### 奖章
诺贝尔奖的奖章由瑞典的铸币工场（一家私人公司）铸造，该奖章是诺贝尔基金会的注册商标。每枚奖章的正面都镌刻有诺贝尔左侧轮廓的浮雕像。物理学奖，化学奖，生理学或医学奖以及文学奖奖章的正面都相同，都刻有诺贝尔的浮雕像和他的生卒年份（1833－1896）。在1980年之前，奖章是由23k金铸造的；之后的奖章都是由18k绿金，再镀以23k金铸成的。
由卡罗林斯卡医学院授予的奖章上的图案是“一位医学天才在她的膝上放着一本打开的书，为了给生病的女孩解渴，正在收集从岩石上涌出的水”。奖章上刻的话取自维吉尔的史诗《埃涅阿斯纪》：Inventas vitam juvat excoluisse per artes，翻译为“发明使由艺术装饰的生活更美好。”

### 证书
诺贝尔获奖者会得到由瑞典国王亲自颁发的获奖证书。每位获奖者会获得由授奖机构设计的各具特色的证书，对于诺贝尔生理学或医学奖而言，该证书是由卡罗林斯卡医学院的诺贝尔大会负责，并由瑞典著名的艺术家和书法家制造的。证书包含一张照片、获奖者的姓名以及阐明他们获奖原因的引文文字。

### 奖金
奖金的数额会有所波动，取决于当年诺贝尔基金会可颁发金额的多少，并以瑞典货币克朗授予。奖金于1901年首次授出，当时的总金额为150,782克朗（在2009年相当于7,872,648克朗）。到了2009年，奖金总额达到了10,000,000克朗。由于预算的削减，2012年，每项诺贝尔奖奖金为八百万克朗，即110万美元。如果某一奖项同时有两名获奖人，则奖金被平分；如果同时有三名获奖人，授奖委员会可以选择将奖金均分三份，或者授予其中一名获奖者一半的奖金，再授予其他两名获奖者各四分之一的奖金。

### 颁奖典礼及宴会
该奖在庆典仪式上被授予，随后将进行晚宴。诺贝尔晚宴很奢侈，其菜单会提前数月开始筹备，并进行保密，直到宴会当天才会揭晓。首先由选定的国际知名大厨呈递菜单，再由诺贝尔基金会进行品尝和测验后，选定出最终的菜单。现在的晚宴有三道菜，而在1901年时原本有六道菜。每位诺贝尔奖得主最多可带16位客人，并且瑞典王室成员也位列其中。通常，总理和其他政府成员以及诺贝尔家族的代表都会出席。

## 获奖者

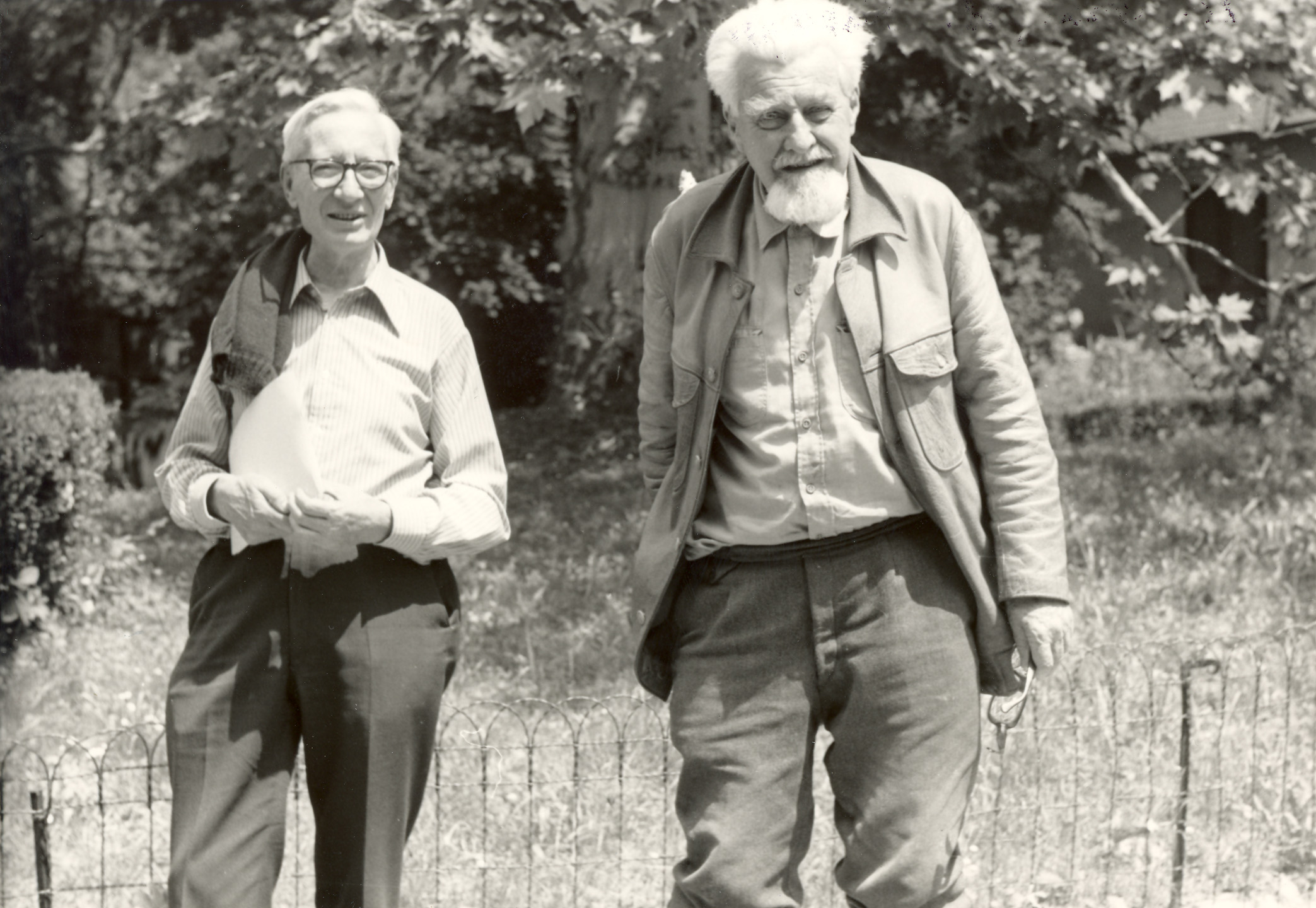
尼古拉斯·廷贝亨（左），康拉德·洛伦兹（右）因其在动物行为方面的发现被授予（还有卡尔·冯·弗里希）该奖。

第一枚诺贝尔生理学或医学奖于1901年被授予德国生理学家埃米尔·阿道夫·冯·贝林。他发现的血清疗法在白喉和破伤风疫苗方面的进展，无疑“给了医生一把战胜疾病和死亡的有利武器”。1902年，该奖项被授予了罗纳德·罗斯，因其在疟疾研究方面的工作，“他揭示了疟疾是如何进入机体的，因此为成功地研究这一疾病以及找出战胜该疾病的方法奠定了基础”。他指出蚊子是疟疾的传播源，并孜孜不倦地致力于研究能阻断疟疾在全世界范围内传播的措施。1903年的获得者是尼尔斯·吕贝里·芬森，他也是第一位丹麦获奖者，“以表彰他在用集中的光辐射治疗疾病，尤其是寻常性狼疮方面的贡献，他也因此开创了一条医学科学研究的新途径”。在获得该奖后不到一年，他就去世了，终年43岁。 伊万·巴甫洛夫的工作也得到了诺贝尔协会的赞赏和支持，由于其在消化生理学研究中的工作而获得了1904年的诺贝尔生理学或医学奖。
后来对候选人的选择范围更加广阔以确保其覆盖了生理学或医学领域。该奖项于1973年授予了尼古拉斯·廷贝亨，康拉德·洛伦兹和卡尔·冯·弗里希，以表彰其对动物行为模式的观察，这更像是属于行为科学领域的奖项而不是医学或生理学领域。庭伯根在其接受诺贝尔奖时的演说中对“诺贝尔基金会奖将今年的‘生理学或医学奖’授予了至今仍被视为‘纯粹的动物观察家’的三人这一非常规决策”表示了惊讶。
该项诺贝尔奖得主涉及与生理学或医学有关的广阔领域。截至2010年，8枚奖项授予了在G蛋白和第二信使的信号转导这一领域有贡献的专家，13枚授予了在神经生物学领域的贡献，还有13枚授予了在中间代谢领域的贡献。至2009年，共计100枚诺贝尔生理学或医学奖被授予了总共195人，其中有十三名女性：格蒂·科里（1947），罗莎琳·耶洛（1977），巴巴拉·麦克林托克（1983），丽塔·列维-蒙塔尔奇尼（1986），格特鲁德·埃利恩（1988），克里斯汀·纽斯林-沃尔哈德（1995），琳达·巴克（2004），弗朗索瓦丝·巴尔-西诺西（2008），伊丽莎白·布莱克本（2009），卡罗尔·格雷德（2009），邁-布里特·莫澤（2014），屠呦呦（2015）和考里科·卡塔林（2023）。只有一位女性——芭芭拉·麦克林托克，在该领域单独获得了诺贝尔奖，她发现了转座子。马里奥·卡佩奇，马丁·埃文斯和奥利弗·史密斯获得了2007年的诺贝尔生理学或医学奖，以表彰其发现的基因打靶（一种基因重组类型），他们通过引入小鼠体内的同源重组，使基因剔除小鼠的发育自始至终利用胚胎干细胞。诺贝尔生理学或医学奖有37次授予了个人，31次同时授予两人，33次同时授予三人（允许授予人数的上限）。

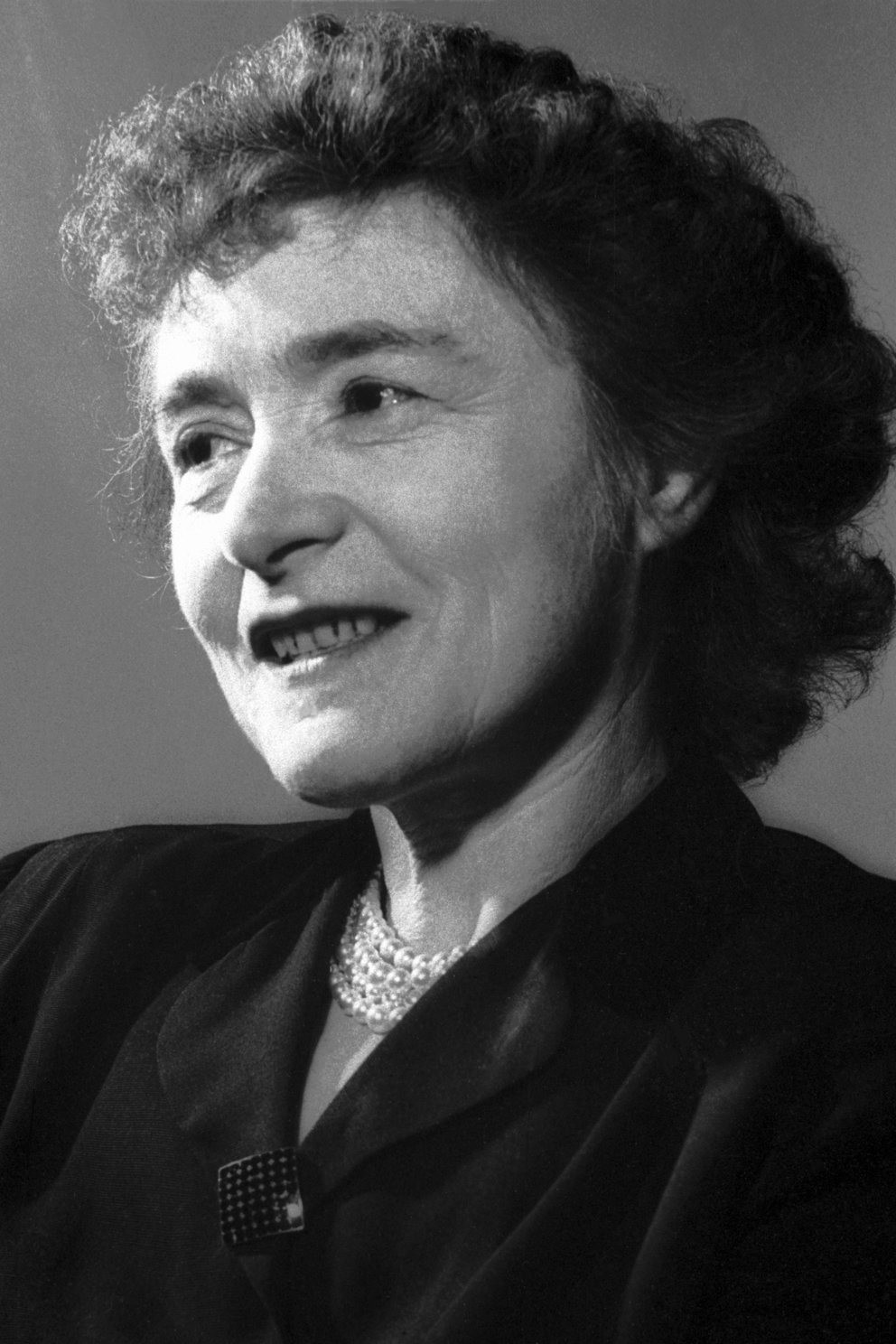
格蒂·科里在1947年成为第一个获得诺贝尔生理学或医学奖的女性。

2009年，该项诺贝尔奖授予了美国的伊丽莎白·布莱克本，卡罗尔·格雷德和杰克·绍斯塔克，因其发现了端粒（染色体末端的DNA重复序列的区域）和端粒酶保护染色体的机理。他们共享了 10,000,000克朗的奖金（略高于100万欧元，或140万美元）。意大利神经学家丽塔·列维-蒙塔尔奇尼与同事斯坦利·科恩共同获得了1986年的诺贝尔生理学或医学奖，因其发现了神经生长因子，丽塔·列维-蒙塔尔奇尼是第一个达到100岁的诺贝尔奖得主。

### 时间因素和死亡
因为一些发现或发明的意义可能经过很长时间才显现出来，一些奖是在发现或发明出现若干年后才被授予的。芭芭拉·麦克林托克在1944年的发现，直到1983年才获得诺奖，而他的发现早于DNA分子结构的发现。相似的，裴顿·劳斯在1916年发现了鸡体内肿瘤病毒的作用，但直到50年后的1966年才获得诺奖。诺奖得主卡罗尔·格雷德也是在其研究发表20多年后才获奖。她指出时间的沉淀对医学科学来说是一项有益条件，因为一项发明或发现的意义可能经过很长时间才能显现。在诺奖历史上，2009年医学领域第一次出现了同年不止一名女性获得诺贝尔奖的情况。也是首次同时有两名女性获得诺贝尔生理学或医学奖。
2011年，加拿大免疫学家拉尔夫·斯坦曼获得了诺贝尔生理学或医学奖；但诺贝尔委员会并不知道，在公告发出的三天前，他已经去世了。之后，委员会决定遵循诚信原则，仍将该奖项授予他。

### 争议人选及排除
一些奖项仍存有争议。针对谁有资格因发现胰岛素是控制糖尿病的中心激素而获得1923年的诺贝尔生理学或医学奖（于该发现发表的一年后被颁发），引发了热烈的讨论。该奖授予了弗雷德里克·班廷和约翰·麦克劳德；这一结果却激怒了班廷，他认为麦克劳德的参与是最少的。麦克劳德是多伦多大学的部门主任，并未直接参与研究。班廷认为他的实验室搭档查理斯·贝斯特共同承担了该发现的实验室工作，应该和他共享该奖。为公平起见，他决定将他所获奖金的一半分给贝斯特。麦克劳德则认为后来加入实验室队伍的生物化学家詹姆斯·科利普也应获得该奖，并将他的奖金与詹姆斯·科利普分享。还有一些人主张罗马尼亚布加勒斯特医药大学的生理学教授尼可莱·包勒斯克是第一个分离出胰岛素的人，在1916年，尽管他提取的泛激素是一种不纯的水提物，并不适合人类治疗，类似于生物化学家克莱尔先前使用过的。在支持他得诺奖的文件中，包勒斯克已经为他的发现注册了专利（1922年4月10号，专利号6254 (8322) ，"泛激素及其制造过程"，出处为罗马尼亚工业与贸易部）。
1926年，頒發給丹麥科學家約翰尼斯·菲比格，以表彰其發現引發老鼠癌症的研究。不過後來發現菲比格主張的「寄生蟲引發老鼠癌症」的研究，其實是飲食缺乏維生素A而引發；同時諾貝爾委員會卻忽略以焦油成功誘發兔子耳朵上產生腫瘤的日本科學家山極勝三郎，諾貝爾委員會也拒絕撤回頒發給菲比格的成就。

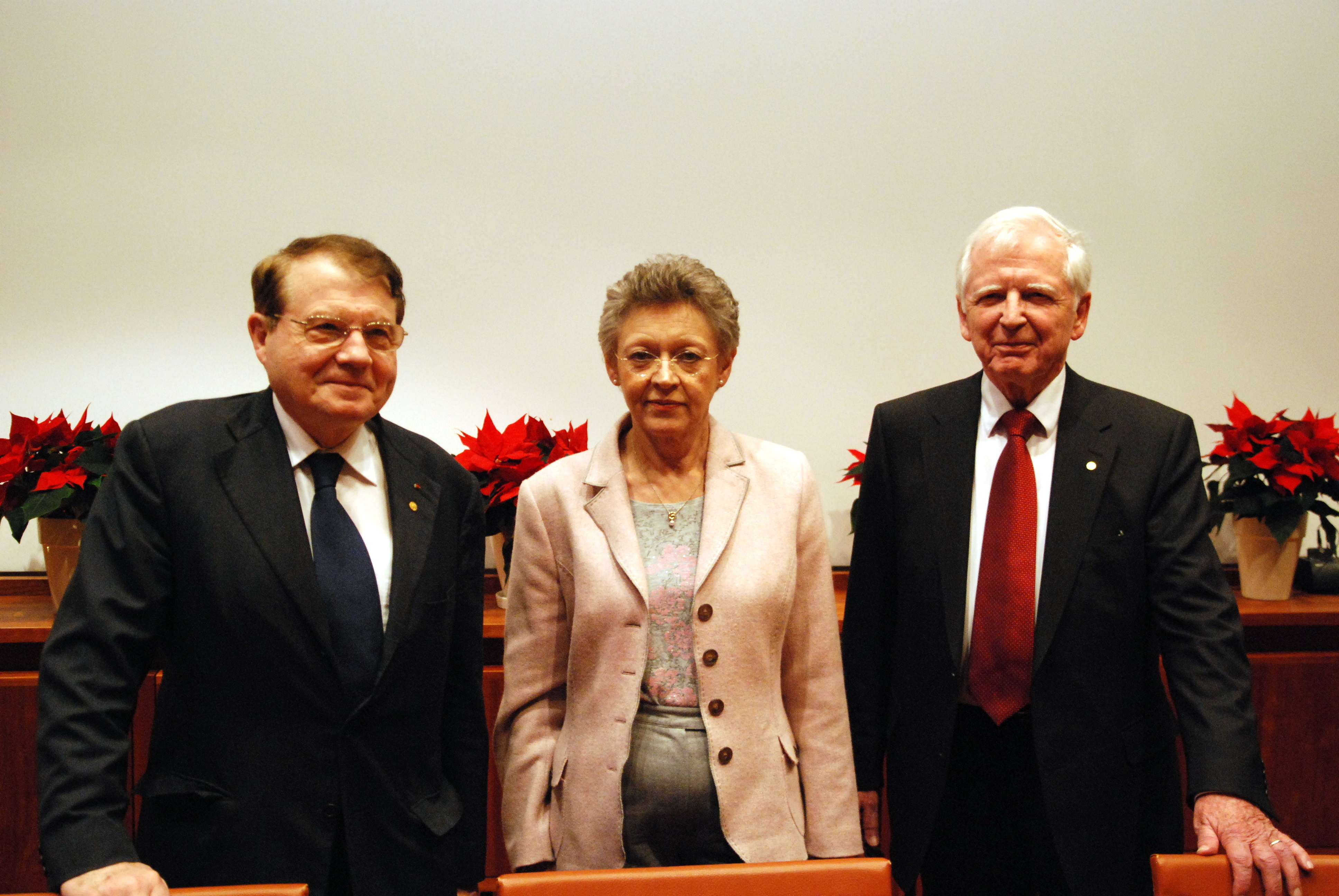
2008年由于哈拉尔德·楚尔·豪森发现人乳头状瘤病毒以及弗朗索瓦丝·巴尔-西诺西和吕克·蒙塔尼耶因发现艾滋病病毒而获得该奖后引发丑闻与争议。

1949年，不顾医学机构的抗议，葡萄牙神经学家安东尼奥·埃加斯·莫尼斯获得了诺贝尔生理学或医学奖，因其发明的前额脑白质切除术的发展。他在术后10天后宣布了手术的成功，并由此提出前脑叶白质切除术。由于获奖而导致的大量宣传，导致该手术在未考虑现代医学伦理的情况下就被使用。《纽约时报》等刊物都曾有过关于该手术的有利报导。据估计，在该手术的人气衰退前，在美国已进行过约40,000例的前额脑白质切除术。约瑟夫·肯尼迪——即约翰·肯尼迪的父亲，让女儿露丝玛丽进行了这一手术，结果致使她只能在社会福利机构度过余生。
1952年的诺贝尔生理学或医学奖，被单独授予了赛尔曼·瓦克斯曼，因其发现了链霉素，但忽略了他的共同发现者艾伯特·沙茨。沙茨就这一发现的细节和功劳对瓦克斯曼提起诉讼；最终沙茨赢得了诉讼，并和瓦克斯曼同时成为被官方认可的链霉素的共同发现者，并拥有相关的专利权。但是，他并未被授予诺奖。
1962年的诺贝尔奖授予了詹姆斯·杜威·沃森，弗朗西斯·克里克和莫里斯·威尔金斯，以表彰其在DNA的结构与性质方面所做的工作，但未承认其他人的贡献，如艾力克·斯托克斯和贺伯特·威尔森。另外，埃尔文·查戈夫，奥斯瓦尔德·埃弗里和罗莎琳·富兰克林（其关键DNA的X射线晶体学工作是最详细的，但在三人中获得的承认却最少）对沃森和克里克解决DNA分子的结构问题有着直接的贡献，但埃弗里在1955年去世，富兰克林于1958年逝世，而诺贝尔奖不允许提名逝者。然而公布的诺贝尔奖提名的文件显示，即便富兰克林当时还在世，也无人提名她。威尔金斯唯一的贡献就是把罗莎琳·富兰克林关键的X射线照片展示给了沃森。沃森对富兰克林及她在双螺旋发现中的作用的歪曲，体现在他存有争议的《双螺旋》一书中，这也导致了富兰克林在科学界成为典型的性别歧视受害者。查戈夫则不甘心被诺贝尔奖排除在外，他痛苦地写信给其他科学家，表达他对分子生物学领域的失望。
2008年的诺贝尔奖授予了哈拉尔德·楚尔·豪森，肯定了他关于人类乳头瘤病毒（HPV）可引起宫颈癌这一发现，同时弗朗索瓦丝·巴尔-西诺西和吕克·蒙塔尼耶也因发现艾滋病毒（HIV）而获得了该奖。罗伯特·加洛或吕克·蒙塔尼耶是否在发现艾滋病致病病毒中贡献更多，这一问题一直饱受争议。结果是加洛被排除在外，未能获诺贝尔奖。另外当时有一宗丑闻，哈拉尔德·楚尔·豪森正在被调查，原因是由HPV引起的宫颈癌的疫苗所带来的经济利益。阿斯利康公司在两个利益丰厚的HPV疫苗中拥有股份，并且可以从该奖中获得经济利益，该公司已经同意赞助诺贝尔媒体和诺贝尔网站。据泰晤士在线报道，两名选择了楚尔·豪森的参与筛选流程的资深人员，也与阿斯利康公司联系紧密。
2018年的诺贝尔奖授予了本庶佑和詹姆斯·艾利森，以表彰他们在癌症免疫疗法领域的贡献，但首先發現PD-L1的陈列平與其他2位主要科學家（相關5人同獲Warren Alpert基金会奖）没有获奖。
因为诺贝尔奖的规则不允许提名亡者，长寿也成为获奖的资本，甚至有一项研究在长达50年之后才获得此奖。同时诺贝尔奖也禁止同一奖项的获奖者超过3人，鉴于过去半个世纪以来科学家们越来越倾向于团队合作，这一制度也导致了一些争议。

### 获奖者数量的限制
1968年颁布的条款规定：任何诺贝尔奖项的获得者都不得超过三人，这引起了广泛的争议。自20世纪50年代以来，诺贝尔生理学或医学奖的得主多于一人已呈上升趋势。在上世纪前50年共有59人获得该奖，而1951至2000年期间，共有113人获奖。这种增加可归因于二战后国际科学界的崛起，导致更多的人对于某个研究发现都有贡献，并得到特定奖项的提名。同时，当前的生物医学研究更多的是以团队进行而不是由个别科学家单独进行，使得不太可能是任何一个科学家，甚至一些科学家，是某一研究发现的主要贡献者；这也就意味着当一个奖项的提名可能有超过三名参与者时会被自动排除在外。同时由于每一奖项的获得者不得超过三人这一限制，应得的贡献者可能并未得到提名，从而导致了把一些人排除在提名之外而引发的争议。

## 未授奖年份
期间共有九个年份没有颁发诺贝尔生理学或医学奖（1915－1918，1921，1925，1940－1942），大部分在一战（1914－1918）或二战（1939－1945）期间。
1939年，阿道夫·希特勒的第三帝国禁止格哈德·多马克接受该奖。后来格哈德·多马克虽接受了获奖证书和奖章，但并未接受奖金。

### 引用
1. ↑  Levinovitz, p. 5
2. ↑  Levinovitz, p. 11
3. ↑  Feldman, pp. 237–238
4. ↑  Golden, Frederic. . Time Magazine (Time Warner). 2000-10-16  [2010-04-09]. （原始内容存档于2010-04-17）.
5. ↑  . BBC.   [2010-01-15]. （原始内容存档于2013-07-07）.
6. ↑  Sohlman, Ragnar.  First. The Nobel Foundation. 1983: 13. ISBN 0-370-30990-1.
7. ↑  Levinovitz, p. 13
8. ↑  . nobelprize.org.   [2010-06-22]. （原始内容存档于1996-01-01）.
9. ↑  AFP, "Alfred Nobel's last will and testament" （页面存档备份，存于）, The Local(5 October 2009): accessed 20 January 2010.
10. ↑  Levinovitz, p. 26
11. ↑  . Infoplease.com. 1999-10-13  [2010-01-15]. （原始内容存档于2013-07-07）.
12. 1 2  Levinovitz, p. 112
13. 1 2  Lindsten, Jan; Nils Ringertz. . Nobelprize.org.   [2010-07-11]. （原始内容存档于2013-05-30）.
14. ↑  Foundation Books National Council of Science. . Foundation Books. 2005: viii. ISBN 81-7596-245-3.
15. 1 2  Levinovitz, p. 17
16. ↑  Feldman, p. 238
17. 1 2  Bishop, J. Michael. . Harvard University Press. 2004: 23–24. ISBN 0-674-01625-4.
18. ↑  Feldman, p. 239
19. ↑  Tom Rivers. . .voanews.com. 2009-12-10  [2010-01-15]. （原始内容存档于2012-12-14）.
20. ↑  . Myntverket.   [2007-12-15]. （原始内容存档于2007-12-18） （瑞典语）.
21. ↑  . Ceptualinstitute.com.   [2010-01-15]. （原始内容存档于2007-12-19）.
22. ↑  . Nobelprize.org.   [2010-06-16]. （原始内容存档于2010-06-19）.
23. ↑  . Nobelprize.org.   [2010-01-15]. （原始内容存档于1996-01-01）.
24. 1 2 3   (PDF). The Nobel Foundation.   [2010-08-03]. （原始内容 (PDF)存档于2010-10-15）.
25. ↑  . CNN. 2012-06-11  [2015-10-11]. （原始内容存档于2012-07-09）.
26. ↑  Sample, Ian. . London, England: Guardian. 2009-10-05  [2010-01-15]. （原始内容存档于2009-10-08）.
27. ↑  . The Local. 2009-12-10  [2010-06-22]. （原始内容存档于2009-12-15）.
28. ↑  . DNA. 2009-12-09  [2010-06-18]. （原始内容存档于2012-01-21）.
29. ↑  . Nobel Foundation.   [2007-07-28]. （原始内容存档于2018-12-26）.
30. ↑  Feldman, p. 242.
31. ↑  . Nobelprize.org.   [2010-07-01]. （原始内容存档于2018-12-26）.
32. ↑  . Nobelprize.org.   [2010-07-01]. （原始内容存档于2008-05-13）.
33. ↑  . Nobelprize.org.   [2010-06-20]. （原始内容存档于2018-12-26）.
34. ↑  . Encyclopædia Britannica.   [2010-06-20]. （原始内容存档于2010-07-15）.
35. ↑  . Nobelprize.org.   [2010-06-21]. （原始内容存档于2012-04-29）.
36. ↑  . Nobelprize.org.   [2010-07-01]. （原始内容存档于2018-12-26）.
37. ↑  . Nobelprize.org.   [2010-07-01]. （原始内容存档于2010-10-16）.
38. ↑  . Nobelprize.org.   [2010-06-21]. （原始内容存档于2017-06-02）.
39. ↑  . Nobelprize.org.   [2010-06-16]. （原始内容存档于2018-12-26）.
40. ↑  Tinbergen, Nikolaas.  (PDF). Nobelprize.org. 1973-12-12  [2010-06-16]. （原始内容存档 (PDF)于2009-03-27）.
41. ↑  . Nobelprize.org.   [2010-06-16]. （原始内容存档于2010-06-19）.
42. ↑  . Nobelprize.org.   [2008-11-21]. （原始内容存档于2013-05-30）.
43. 1 2  . Nobelprize.org.   [2010-06-19]. （原始内容存档于2010-07-25）.
44. 1 2 3 4  . Nobelprize.org.   [2010-06-15]. （原始内容存档于2007-02-02）.
45. ↑  . Nobelprize.org.   [2008-11-21]. （原始内容存档于2013-06-22）.
46. ↑  . Nobelprize.org.   [2010-06-21]. （原始内容存档于2010-06-08）.
47. ↑  . Nobelprize.org.   [2010-06-20].[永久]
48. ↑  Hansson, Göran K. . Nobelprize.org.   [2010-06-26]. （原始内容存档于2010-10-16）.
49. ↑  Wade, Nicholas. . The New York Times (nytimes.com). 2009-10-05  [2010-06-22]. （原始内容存档于2010-06-19）.
50. 1 2  Levinovitz, p. 114
51. ↑  Dreifus, Claudia. . The New York Times. 2009-10-12  [2010-06-22]. （原始内容存档于2012-01-13） –nytimes.com.
52. ↑  Harmon, Katherine. . Scientific American. 2009-10-05  [2010-06-16]. （原始内容存档于2009-12-11）.
53. ↑  . Discovery News. 2009-10-05  [2010-06-22]. （原始内容存档于2010-08-12）.
54. 1 2  Judson, Horace. . Houghton Mifflin Harcourt. 2004: 291. ISBN 0-15-100877-9.
55. ↑  The American Institute of Nutrition.  (PDF). Journal of Nutrition. 1967, 92: 509  [2015-10-11]. （原始内容存档于2020-07-10）.
56. ↑  Paulesco, N.C. . Archives Internationales de Physiologie. 1921-08-31, 17: 85–103.
57. ↑  Lestradet, H. . Diabetes & Metabolism. 1997, 23 (1): 112  [2015-10-11]. （原始内容存档于2015-10-11）.
58. ↑  Banting FG, Best CH.  (PDF). Journal of Laboratory and Clinical Medicine. 1922, 7: 251–266  [2015-10-11]. （原始内容 (PDF)存档于2010-06-23）.
59. ↑  Murray, Ian. . Journal of the History of Medicine and Allied Sciences. 1971, 26 (2): 150–157. PMID 4930788. doi:10.1093/jhmas/XXVI.2.150.
60. ↑  Murray, Ian. . Scottish Medical Journal. 1969, 14 (8): 286–293. PMID 4897848.
61. ↑  Pavel, I.  [Prioritatea lui N.C. Paulescu în descoperirea insulinei]. Academy of the Socialist Republic of Romania. 1976.
62. ↑  El-Hai, Jack. . Wiley. 2005: 14. ISBN 0-471-23292-0.
63. ↑  Feldman, p. 287
64. ↑  Day, Elizabeth. . The Guardian (Guardian Media Group). 2008-01-12  [2010-03-31]. （原始内容存档于2010-01-18）.
65. 1 2  Ainsworth, Steve.  (PDF). The Pharmaceutical Journal. 2006, 276: 237–238  [2010-06-22]. （原始内容 (PDF)存档于2007-06-21）.
66. ↑  Wainwright, Milton "A Response to William Kingston, "Streptomycin, Schatz versus Waksman, and the balance of Credit for Discovery"", Journal of the History of Medicine and Allied Sciences – Volume 60, Number 2, April 2005, pp. 218–220, Oxford University Press.
67. ↑  U.S. National Library of Medicine. . USA.gov.   [2010-06-19]. （原始内容存档于2010-06-18）. |work=和|website=只需其一 (帮助)
68. ↑  Fredholm, Lotta. . Nobelprize.org. 2003-09-30  [2010-06-16]. （原始内容存档于2010-06-19）.
69. 1 2  Judson, Horace. . New York Times. 2003-10-20  [2010-06-23]. （原始内容存档于2009-08-16）.
70. ↑  Holt, Jim. . The New Yorker. 2002-10-28  [2010-06-19]. （原始内容存档于2010-11-03）.
71. ↑  Brenda Maddox.  (PDF). Nature. 2003-01-23, 421 (6921): 407–408  [2015-10-11]. PMID 12540909. doi:10.1038/nature01399. （原始内容 (PDF)存档于2016-10-17）.
72. ↑  . Nobelprize.org.   [2010-06-20]. （原始内容存档于2008-10-09）.
73. ↑  Cohen J, Enserink M. . Science. October 2008, 322 (5899): 174–5. PMID 18845715. doi:10.1126/science.322.5899.174.
74. ↑  Enserink, Martin; Jon  Cohen. . Science Now (AAAS). 2008-10-06  [2015-10-11]. （原始内容存档于2010-12-12）.
75. ↑  Charter, David. . The Sunday Times (timesonline.co.uk). 2008-12-19  [2010-06-22]. （原始内容存档于2008-12-19）.
76. ↑  .   [2018-10-01]. （原始内容存档于2018-10-01）.
77. ↑  知识分子. . 2018-10-01  [2018-10-01]. （原始内容存档于2018-10-01）.
78. ↑  Levinovitz, p. 61
79. ↑  Levinovitz, p. 23

## 延伸阅读
- Doherty, Peter. . Columbia University Press. 2008. ISBN 0-231-13897-0.
- Leroy, Francis. . CRC Press. 2003. ISBN 0-8247-0876-8.
- Rifkind, David; Freeman, Geraldine L. . Academic Press. 2005. ISBN 0-12-369353-5.